# Ram Lakhan
Pour plus de détails, voir Fiche technique et Distribution.
Ram Lakhan est un film masala du cinéma indien, en langue hindi, réalisé en 1989, par Subhash Ghai. Le film met en vedette Dimple Kapadia, Anil Kapoor, Jackie Shroff et Madhuri Dixit.
Ram Lakhan est le deuxième film le plus rentable de Bollywood, en 1989.  

## Fiche technique
Sauf indication contraire, les informations mentionnées dans cette section peuvent être confirmées par la base de données cinématographiques IMDb,  présente dans la section « Liens externes ».
- Titre : Ram Lakhan
- Réalisation : Subhash Ghai
- Scénario : Anwar Khan
- Langue : Hindi
- Genre : Masala
- Durée : 174 minutes (2 h 54)
- Dates de sorties en salles :
  -  Inde : 27 janvier 1989